# Nieuwe watertoren (Nijverdal)
De nieuwe watertoren diende voor de druk op leidingwaternetwerk in Nijverdal. De toren is ontworpen door architect M.H. Krabshuis en is gebouwd in 1925. De watertoren heeft een hoogte van 17,9 meter en één waterreservoir van 40 m³.
- - - - -
Stofkelder, stof- en water-toren, spinnerij,
Koninklijke Stoomweverij te Nijverdal.
Tijdens de beginfase van het productieproces van katoengaren, worden losse katoenvezelvlokken  ontdaan van bladstengel - en zaadresten.
Het fijnste stof dat daarbij vrijkomt, werd via een zeeftrommel  door kanalen onder de vloer naar een stofkelder geblazen, van 10 bij 20 meter. Daar kon het stof bezinken.  De van stof ontdane lucht werd door een toren boven de stofkelder naar buiten afgevoerd.
Omdat fijn katoenstof bij de geringste vonk kan exploderen en brand kan veroorzaken, werd boven in de toren vaak een bak met water geplaatst, die bij brand in de kelder kon worden uitgestort.
Deze toren, ter plaatse bekend als stoftoren, stond op het terrein van Spinnerij 1 van Spinnerij Nijverdal, aan de kant van de Campbellweg.
Door nieuwe ontwikkelingen, zoals betere filtertechnieken en -stofvrije- kunstvezels, werd de stoftoren min of meer overbodig. Geleidelijk aan raakte de toren in verval. Hoewel de stoftoren op een voorlopige gemeentelijke  monumentenlijst stond, werd in 2004 toch een sloopvergunning aangevraagd. Protesten daartegen waren tevergeefs, omdat voor restauratie onvoldoende gemeentelijke middelen beschikbaar waren.
Samenvatting uit Reggesproake nr. 4, 2012 van de Historische Kring Hellendoorn – Nijverdal (HKHN), door dhr. J. Velner.
Overigens: over 'druk op het leidingwaternetwerk in Nijverdal ', zoals hierboven vermeld, in dat artikel geen enkel woord.
- - - - -